# Дангербай
Дангербай (каз. Дәңгірбай) — село в Аулиекольском районе Костанайской области Казахстана. Входит в состав Казанбасского сельского округа. Находится примерно в 42 км к северо-западу от районного центра, села Аулиеколь. Код КАТО — 393637300.

## Население
В 1999 году население села составляло 397 человек (209 мужчин и 188 женщин). По данным переписи 2009 года, в селе проживало 138 человек (67 мужчин и 71 женщина).